# Qurrat al-ʻAin (Konkubine von Muhammad ibn al-Qa'im)
Qurrat al-ʻAin (geb. im 11. Jahrhundert, gest. im 11. oder 12. Jahrhundert) war eine Sklavin und Konkubine des Abbasiden-Prinzen Muhammad ibn al-Qaim (1039/1040–1056) und Mutter von al-Muqtadi, dem 27. Abbasiden-Kalifen (reg. 1075–1094).

## Leben
Qurrat al-ʻAin (dt. Ruhe des Auges) war eine armenische Sklavin, die zur Konkubine von des Abbasiden-Prinzen Muhammad ibn al-Qaim (1039/1040–1056) wurde. Sie gebar ihm im Jahr 1056 den Sohn al-Muqtadi, der von 1075 bis 1094 als 27. Abbasiden-Kalif herrschte.

## Rezeption in der klassisch-arabischen Literatur
In der klassisch-arabischen Literatur findet Qurrat al-ʻAin unter anderem Erwähnung bei Ibn Taghribirdi (gest. 1469) und al-Safadi (gest. 1275).

## Name
Sie ist nicht zu verwechseln mit der gleichnamigen Sängersklavin Qurrat al-'Ain, die zwei Jahrhunderte zuvor lebte und eine Favoritin des achten Abbasiden-Kalifen al-Mu'tasim (833–842) war.
Der Name Qurrat al-ʿAin (Ruhe des Auges) ist ein klassisch-arabischer Sklavinnenname.